# التدخين في كوريا الجنوبية
شهدت كوريا الجنوبية انخفاضًا ملحوظًا في معدلات التدخين بين الرجال والنساء على مدى العقود الماضية. ومع ذلك، لا تزال هناك نسبة مرتفعة من مستخدمي منتجات التبغ، خاصة مع انتشار المنتجات الجديدة مثل السجائر الإلكترونية ومنتجات التبغ المُسخّن بدون احتراق. وتوجد أيضًا تفاوتات اجتماعية واقتصادية واضحة في معدلات التدخين حسب الجنس، الدخل، مستوى التعليم، والطبقة المهنية.
يُطالب دعاة الصحة العامة باتخاذ إجراءات فعّالة للحد من معدلات التدخين ومعالجة الفجوات في التدخين، وذلك عبر مجموعة من السياسات، منها: - زيادات كبيرة في أسعار منتجات التبغ. - وضع صور تحذيرية إلزامية على عبوات السجائر. - حظر الإعلانات الترويجية. - تقديم حوافز مالية ودعم طبي للإقلاع عن التدخين. - فرض حظر كامل على التدخين في الأماكن العامة.
في عام 2021، بلغ معدل التدخين بين الكوريين البالغين (19 عامًا فأكثر) 19.3%، وهو أدنى مستوى تم تسجيله. ومن بين هؤلاء، كان 31.3% من الرجال و6.9% من النساء من المدخنين. ووفقًا لدراسة أُجريت في عام 2022، فإن هذا الرقم يمثل انخفاضًا بنسبة 50% مقارنة بمعدلات التدخين قبل 20 عامًا.

## التاريخ
وصل التدخين إلى كوريا في أوائل القرن السابع عشر مع دخول التبغ من اليابان، وسرعان ما أصبح نشاطًا شائعًا ومحبوبًا بين جميع فئات المجتمع بغض النظر عن الجنس، الطبقة الاجتماعية، أو العمر. كان ذلك يعود إلى خصائص التبغ الجذابة في سياق كوريا آنذاك، حيث ساهم المناخ والتربة الملائمين لزراعة التبغ في إنشاء قطاع اقتصادي مربح، واعتُبر التدخين نشاطًا صحيًا واجتماعيًا وثقافيًا.
رغم انتشار التدخين بين جميع الفئات، اختلفت جودة التبغ المستخدم بين طبقات النظام الاجتماعي الهرمي. في القرن السابع عشر، كتب البحّار الهولندي هندريك هاميل أن استخدام التبغ كان واسع الانتشار لدرجة أن الأطفال بدأوا التدخين في سن الرابعة أو الخامسة.
أصبح التدخين شائعًا للغاية، لدرجة أن هناك مقولة تقول: "حتى النمور في كوريا كانت تدخن"، وأدى ذلك إلى ظهور عبارة تُستخدم في بداية القصص حول الماضي البعيد: "في زمن بعيد، عندما كانت النمور تدخن الغليون..." (الكورية: 『옛날 옛적에 호랑이 담배 피던 시절에...』).
كان الرجال والنساء يدخنون على حد سواء حتى حوالي عام 1880، عندما بدأت تظهر وصمات اجتماعية ضد تدخين النساء، خاصة الشابات والمتوسطات العمر.

## انتشار التدخين

### السجائر

#### البالغين
وفقًا لتقرير منظمة الصحة العالمية لعام 2017 عن وباء التبغ العالمي، تم تقدير نسبة تدخين السجائر لتكون 49.8% بين الرجال و4.2% بين النساء في عام 2015، عندما تم تضمين المدخنين اليوميين وغير اليوميين. أظهرت دراسة أخرى من منظمة التعاون الاقتصادي والتنمية (OECD)، التي شملت المدخنين اليوميين فقط، أن نسبة التدخين كانت 31.1% بين الرجال و3.4% بين النساء في عام 2015.
تقوم المسح الوطني للصحة والفحص الغذائي الكوري (KNHANES) بتتبع سلوك التدخين بين البالغين الكوريين (الذين تبلغ أعمارهم 19 عامًا فأكثر). يهدف KNHANES إلى تمثيل السكان الكوريين من خلال مسح حوالي 10,000 فرد من الأسر التي تضم 3,840 أسرة. في هذا المسح، يُعرّف المدخنون البالغون بأنهم أولئك الذين دخنوا خمس علب سجائر على الأقل في حياتهم ويدخنون حاليًا يوميًا أو في بعض الأيام. في عام 2016، كانت نسبة تدخين السجائر 40.7% بين البالغين الذكور و6.4% بين البالغات الإناث.

#### المراهقين
يتتبع مسح السلوكيات الصحية لدى الشباب الكوريين (KYRBWS) سلوك التدخين بين المراهقين الكوريين سنويًا، وهم الأفراد الذين تتراوح أعمارهم بين 12 و18 عامًا. في هذا المسح، يُعرّف المدخنون المراهقون بأنهم أولئك الذين دخنوا أكثر من مرة في آخر 30 يومًا. في عام 2015، كانت نسبة تدخين السجائر بين المراهقين 7.8%. في عام 2013، كانت نسبة تدخين السجائر 14.4% بين المراهقين الذكور و4.6% بين المراهقات الإناث.
عندما تم تقسيم مجموعة المراهقين، كان طلاب المدارس الثانوية يظهرون معدل تدخين أعلى (20.7% من الذكور، 6.3% من الإناث) مقارنةً مع طلاب المدارس المتوسطة (7.9% من الذكور، 2.8% من الإناث).

### السجائر الإلكترونية
تم تقديم السجائر الإلكترونية في السوق الكوري الجنوبي في عام 2007. في حين شهدت دول أخرى زيادة كبيرة في استخدام السجائر الإلكترونية بين المراهقين، ظل استخدام هذه السجائر في كوريا عند مستوى منخفض ومستقر. وفقًا لاستبيان السلوكيات الصحية للمراهقين لعام 2015، كان انتشار استخدام السجائر الإلكترونية بين المراهقين 4%. يشكل المراهقون أقل من 3% من مستخدمي السجائر الإلكترونية.

### منتجات التبغ الأخرى
تم تقديم منتج IQOS، وهو منتج تبغ لا يحترق من شركة فيليب موريس الدولية (PMI)، في كوريا الجنوبية في مايو 2017 في متجرين في سيول. بعد شهر في يونيو، تم بيع IQOS من قبل منافذ بيع أخرى بما في ذلك CU (سلسلة متاجر الراحة) و"Electromart" (سلسلة متاجر إلكترونيات).

## البيئة الثقافية

### المواقف العامة
مقارنة بالماضي، أصبح التدخين أقل شيوعًا بشكل كبير. ومع ذلك، لا تزال كوريا الجنوبية تتمتع بمعدل تدخين مرتفع، لكن قد تكون تدابير مكافحة التبغ استراتيجية لتصوير التدخين كأنشطة غير مرغوب فيها أو غير مقبولة اجتماعيًا في الأماكن العامة. أظهرت الأبحاث أن السياسات الخالية من التدخين تساعد في تغيير المواقف تجاه حظر التدخين في الأماكن العامة. تحديدًا، من خلال عملية تسمى "التقليل من القبول الاجتماعي"، قد تساعد السياسات الخالية من التدخين في تغيير مواقف المدخنين وغير المدخنين من قبول التدخين إلى اعتباره سلوكًا غير معتاد.
هناك مقاومة ثقافية لطلب العلاج مثل الدعم الطبي أو النفسي. فقد أشار 87.8% من المدخنين الذكور في كوريا إلى أنهم يفضلون محاولة الإقلاع عن التدخين بأنفسهم بدلاً من اللجوء إلى أدوات الإقلاع عن التدخين.
تتأثر آداب التدخين المحلية في كوريا الجنوبية بـ الفكر الكونفوشيوسي. على سبيل المثال، يتجنب المدخنون عادةً إشعال السجائر أو يطلبون إذنًا قبل التدخين في حضور الأشخاص ذوي المكانة الاجتماعية العليا؛ وقد يشمل الأشخاص ذوي المكانة الاجتماعية العليا مثل الرئيس أو الأستاذ أو الوالد أو الجد أو المعلم.

### الفروق الاجتماعية
وفقًا لاستبيان KNHANES لعام 2013، تم العثور على أعلى معدلات انتشار التدخين بين البالغين من الذكور والإناث الكوريين بين أولئك الذين لديهم دخل أسري منخفض أو مستوى تعليمي منخفض. أظهرت دراسة أخرى أيضًا أن مجموعة "الدخل المنخفض" أظهرت أعلى معدلات التدخين لكل من الذكور والإناث. على وجه التحديد، كان الفرق في انتشار تدخين السجائر بين أولئك الذين لديهم أعلى وأدنى مستويات الدخل الأسري 11.8% بين الذكور و 5.4% بين الإناث. من ناحية أخرى، كانت أدنى المعدلات بين أولئك الذين لديهم مستوى تعليمي جامعي أو أعلى. بالنسبة للذكور، كان التدخين الأكثر انتشارًا بين الفنيين والميكانيكيين (51.6%)، وعمال الخدمة والمبيعات (51.4%)، والعمال البسطاء (49.3%). بالنسبة للإناث، كان التدخين الأكثر انتشارًا بين عمال الخدمة والمبيعات (10.8%)، والعمال البسطاء (8.2%)، وعمال الزراعة والغابات وصيد الأسماك (5.0%). بينما أظهرت المناطق "الريفية" أعلى معدلات التدخين بين الذكور، أظهرت "مدن حضرية أخرى" أعلى معدلات التدخين بين الإناث.
كانت أعلى معدلات التدخين بين المراهقين بين أولئك الذين لديهم حالة اقتصادية منزلية منخفضة أو سجلات أكاديمية منخفضة. علاوة على ذلك، كان استخدام السجائر أعلى بين الطلاب الذين يحضرون المدارس الثانوية المهنية (31.6% للذكور، 14.8% للإناث) مقارنةً بالطلاب الذين يحضرون المدارس الثانوية العامة (18.2% للذكور، 4.7% للإناث).

### الفروق بين الجنسين
توجد في كوريا الجنوبية فروق كبيرة بين الجنسين في معدلات التدخين. بينما تعتبر معدلات التدخين بين الذكور هي الأعلى في جميع دول منظمة التعاون الاقتصادي والتنمية (OECD)، فإن معدل التدخين بين الإناث هو الأدنى. ومع ذلك، يُعتقد أن معدل التدخين بين الإناث تم التقليل من تقديره بسبب تحيز الاستجابة الاجتماعية في الاستبيانات الذاتية، حيث لم يرغب المشاركون في الإشارة إلى نشاط التدخين أمام أفراد العائلة أو الجيران أثناء الاستطلاع، بالإضافة إلى الوصمات السلبية المرتبطة بالتدخين بين النساء. بالمقارنة مع المعدلات المعلنة، أظهرت المعدلات الفعلية، التي تم قياسها باستخدام طرق تركيز الكوتينين في البول (UCC)، أنها أعلى بحوالي مرتين. ويرجع ذلك إلى أن التدخين بين النساء يُنظر إليه بشكل سلبي ويُدان اجتماعيًا. قد تسهم الوصمات المرتبطة بتدخين النساء حتى في الفروق في التقارير بين النساء المتزوجات والنساء الأخريات (مثل المطلقات، غير المتزوجات، الأرامل، إلخ)، اللاتي قد لا يشعرن بالقيود الاجتماعية لإخفاء حالة التدخين الخاصة بهن. النساء غير المتزوجات لديهن معدل تدخين أعلى. من المهم أن تتناول السياسات الخالية من التدخين بشكل خاص نشاط التدخين المخفي بين النساء لمنع الزيادة المحتملة في معدلات الانتشار بين النساء.
هناك أيضًا فروق بين الجنسين في عوامل بدء التدخين بين المراهقين. بينما كان الإجهاد مرتبطًا ارتباطًا وثيقًا ببدء التدخين بين الذكور، كان دخل الأسرة عاملًا قويًا بالنسبة للمراهقات الإناث. بالنسبة لكل من الذكور والإناث، كانت الارتباطات مع الأصدقاء، والأصدقاء المدخنين، والوصمة الاجتماعية، والتحكم الذاتي من العوامل المشتركة في بدء التدخين.

### الخدمة العسكرية
تشير التقارير إلى أن المعدلات المرتفعة المستمرة للتدخين في الجيش تساهم في زيادة معدلات التدخين بين الذكور وتقلل من فعالية التدابير المضادة للتدخين. يحدث ذلك لأن العديد من الرجال يبدأون التدخين خلال خدمتهم العسكرية الإلزامية التي تستمر لمدة سنتين في الجيش. يُعتبر التدخين إلى حد كبير نشاطًا اجتماعيًا، وتُوزع السجائر بحرية.

## مكافحة التبغ

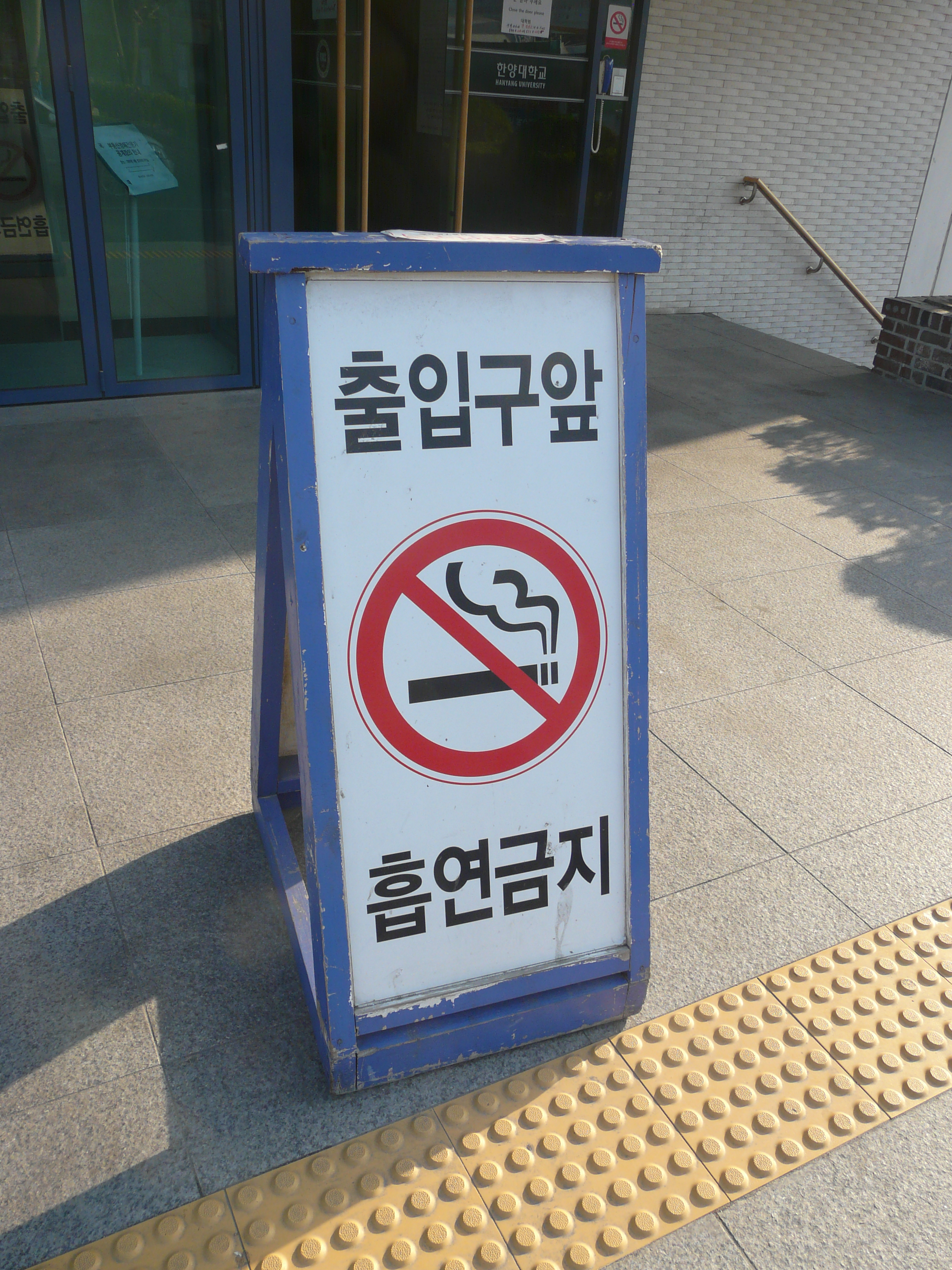
لا للتدخين في جامعة كورية

لقد أصدرت الحكومة الكورية الجنوبية لوائح مثل زيادة أسعار أو ضرائب منتجات التبغ، وحظر التدخين، وقيود على إعلانات التبغ في المتاجر. على سبيل المثال، في عام 2016، أصبحت التحذيرات الصحية الرسومية على جميع عبوات السجائر إلزامية.
أظهرت تدابير مكافحة التبغ أنها فعالة في تقليل معدلات التدخين. على سبيل المثال، في عام 1980، كانت معدلات التدخين بين الرجال والنساء 79.3% و 12.6% على التوالي. تمكَّنت القوانين والسياسات والحملات المختلفة في العقود التالية من تقليص معدلات التدخين بشكل كبير (45.0% للرجال و 5.3% للنساء). على الرغم من أن سياسات مكافحة التبغ في كوريا الجنوبية قد تحسنت في السنوات الماضية، إلا أنه لا يزال بإمكان توسيع نطاقها. على سبيل المثال، يمكن زيادة أسعار السجائر بشكل أكبر، ويمكن تنظيم إعلانات التبغ بشكل أكثر، ويمكن أن تشمل حظر التدخين في أماكن العمل الشركات الصغيرة أيضًا. تشمل التحديات التي تواجه معالجة الانتشار المرتفع للتدخين في كوريا الجنوبية التكلفة المنخفضة للسجائر، والعوامل الاجتماعية، والتدابير المضادة للتدخين غير الكافية، وظهور منتجات التبغ الجديدة.
يجب أخذ السياق الاجتماعي والثقافي والاقتصادي لكوريا الجنوبية في الاعتبار عند التفكير في الاتجاهات السائدة في معدلات التدخين وسلوكياته. فقد سمح النمو الاقتصادي الكبير وتحرير السوق لشركات التبغ العابرة للحدود بالإعلان عن منتجاتها وبيعها في السوق الكورية الجنوبية، غالبًا مع استهداف فئات مثل النساء والشباب.
يجب أن تكون سياسات مكافحة التبغ شاملة من أجل تحسين فعاليتها واستدامتها. استطلعت دراسة آراء المدخنين في كوريا بشأن الزيادة في الأسعار التي قد تدفعهم لمحاولة الإقلاع عن التدخين. بشكل عام، كان متوسط السعر للإقلاع عن التدخين هو 5.31 دولارًا، وهو أكثر من 2.3 مرة من السعر الحالي النموذجي البالغ 2.27 دولارًا. أولئك الذين أجابوا بسعر أعلى للإقلاع كانوا يميلون أيضًا إلى القلق بشكل أقل بشأن الآثار الصحية السلبية للتدخين ويدخنون المزيد من السجائر يوميًا. علاوة على ذلك، أظهرت الدراسة أن السعر للإقلاع ومعدل التدخين كانا أقل بين أولئك الذين تعرضوا لسياسات مكافحة التبغ غير الضريبية مقارنة بأولئك الذين لم يتعرضوا لها. لذلك، تشير هذه النتائج إلى أن سياسات مكافحة التبغ الضريبية يجب أن ترافقها سياسات مكافحة التبغ غير الضريبية.

### الجدول الزمني التاريخي
| السنة     | الحدث                                                                                             | الأهمية |
| --------- | ------------------------------------------------------------------------------------------------- | --- |
| 1976      | قانون احتكار التبغ                                                                                | تم إضافة ملصقات تحذير على السجائر تُفيد بأنه يجب الحد من استخدام السجائر لأسباب صحية |
| 1988      | قانون صناعة التبغ                                                                                 | تم إضافة ملصقات تحذير أقوى على السجائر ومع ذلك، كان الهدف العام هو ضمان تطوير صناعة التبغ من خلال تقديم المشورة حول إنتاج وتوزيع التبغ |
|           | فتحت صناعة التبغ الكورية الجنوبية للسوق العالمي                                                   | |
| 1995      | قانون تعزيز الصحة العامة                                                                          | الهدف العام كان توفير المعرفة الدقيقة للمواطنين حول الصحة حتى يتمكنوا من عيش حياة صحية قيد التدخين في الأماكن المغلقة وإعلانات التبغ، الترويج، والرعاية حظر بيع السجائر للقاصرين توزيع معلومات عن الآثار الصحية السلبية للتدخين من خلال حملات                       |
| 2003      | توقيع اتفاقية منظمة الصحة العالمية الإطارية لمكافحة التبغ (WHO FCTC)                              | |
| 2004      | زيادة ضريبة عبوات السجائر الكبيرة                                                                 | |
| 2005      | التصديق على اتفاقية منظمة الصحة العالمية الإطارية لمكافحة التبغ (WHO FCTC)                        | تم تضمين مزيد من السياسات في قانون تعزيز الصحة العامة لعام 1995، بما في ذلك المزيد من المناطق الخالية من التدخين، تحذيرات على عبوات السجائر، قيود على الإعلانات |
|           | تأسيس برنامج الإقلاع عن التدخين الوطني في 253 مركز صحي                                            | توفير العلاج البديل للنيكوتين وخدمات الاستشارة مجانًا |
| 2006      | مراجعة قانون تعزيز الصحة العامة لعام 1995                                                         | تركيز أكبر على معالجة التفاوتات الاجتماعية والاقتصادية في معدلات التدخين |
|           | إطلاق خدمة الإقلاع عن التدخين الوطنية                                                             | تقديم خدمات لمدة 13 ساعة يوميًا في أيام الأسبوع، و9 ساعات يوميًا في عطلات نهاية الأسبوع، وجلسات استشارية مجانية للمسجلين لمدة سنة واحدة 3,368 (19%) من 17,752 مدخنًا شاركوا في جلسة استشارة هاتفية واحدة على الأقل لم يدخنوا لمدة 6 أشهر بعد تاريخ الإقلاع المحدد لهم. |
| 2010-2011 | سمحت الحكومات المحلية بتقييد التدخين في الأماكن العامة                                            | بعض الأماكن العامة حظرت التدخين في الهواء الطلق بشكل كامل |
| 2015      | تشمل خدمة التأمين الصحي الوطني استشارات الإقلاع عن التدخين ورسوم الأدوية للإقلاع على مستوى البلاد | |

### سياسات خالية من التدخين
بين عامي 2005 و2010، زاد الدعم لحظر التدخين. تضاعف عدد المدخنين الذين دعموا حظر التدخين التام في الأماكن المغلقة في أماكن العمل من 17.7% في عام 2005 إلى 34.4% في عام 2010. علاوة على ذلك، تضاعف الدعم لحظر التدخين التام في المطاعم أو الحانات. لم يقتصر الدعم على الأماكن العامة، بل أيضًا ارتفعت نسبة المدخنين الذين طبقوا حظر التدخين في منازلهم الخاصة بشكل ملحوظ. على الرغم من هذه الزيادة، إلا أن 50% من المدخنين الكوريين لا يزالون يبلغون عن تدخينهم في منازلهم.
يعد التعرض للتدخين السلبي (SHS) قضية أخرى تتطلب سياسات خالية من التدخين. أظهرت دراسة أن 17.8% من الرجال والنساء في كوريا يتعرضون للتدخين السلبي في الأماكن المغلقة في أماكن العمل، بينما يتعرض 21.1% في الأماكن العامة المغلقة. يعرف المدخنون في كوريا جيدًا المخاطر المرتبطة بالتدخين السلبي. وكلما زادت معرفتهم بأضرار التدخين السلبي، زادت احتمالية دعمهم لحظر التدخين التام في أماكن العمل.
طبقت كوريا الجنوبية حظرًا صارمًا على التدخين في الأماكن العامة منذ يوليو 2013، مع فرض غرامات بقيمة 100,000 وون كوري على أي مدخن يُكتشف، وما يصل إلى 5 ملايين وون على أصحاب المحلات الذين لا يتبعون القانون. من غير القانوني التدخين في جميع الحانات والمطاعم والمقاهي، والمقاهي الإنترنت، والمباني الحكومية، ورياض الأطفال، والمدارس، والجامعات، والمستشفيات، ومرافق الشباب، والمكتبات، وحدائق الأطفال، والأكاديميات الخاصة، ومحطات القطارات أو القطارات، والمنصات والأنفاق تحت الأرض، والمباني الكبيرة، والمسارح، والمتاجر الكبرى أو مراكز التسوق، والفنادق الكبرى ومناطق الراحة على الطرق السريعة. بدأ تطبيق الحظر الصارم تدريجيًا بدءًا من حظر الأماكن التي تزيد مساحتها عن 150 مترًا مربعًا في عام 2012، وتم تمديده إلى 100 متر مربع في عام 2014، مع فرض حظر كامل على مستوى البلاد في 1 يناير 2015.
منذ 1 يناير 2015، حظرت كوريا الجنوبية التدخين تمامًا في جميع الحانات والمطاعم والمقاهي بغض النظر عن الحجم، بما في ذلك غرف التدخين. يجب على أي مدخن يُكتشف دفع غرامة قدرها 100,000 وون، ويمكن أن تصل غرامة أصحاب المحلات الذين لا يلتزمون بالقانون إلى 5 ملايين وون. يمكن لأي شخص الإبلاغ عن مدخن عبر الاتصال أو إرسال رسالة نصية إلى الخط الساخن الحكومي (في حالة سيول، الرقم هو 120) مع عنوان المكان، وستقوم السلطات بمداهمة المكان المبلغ عنه، حيث سيتم التقاط صورة للمدخن المخالف وتغريمه 100,000 وون. كما تقوم السلطات المتخفية بالتحقق السري من الأماكن العشوائية في أوقات عشوائية للبحث عن المدخنين المخالفين. علاوة على ذلك، ارتفعت أسعار التبغ إلى ما يقرب من ضعفها، حيث أصبح متوسط سعر السجائر 4,500 وون كوري، وأصبح من غير القانوني الإعلان عن ادعاءات مضللة مثل "خفيف"، "لطيف"، "منخفض القطران" أو "نقي" على عبوات السجائر.
منذ ديسمبر 2016، سيكون من الضروري وضع صور تحذيرية مثل الأسنان المتعفنة والرئتين السوداء على جميع علب السجائر.
تبين أن ثمانية من كل عشرة مراهقين يعتقدون أنه يجب ألا يدخنوا عند رؤيتهم لصور التحذير على علب السجائر. وفقًا لمركز السيطرة على الأمراض، رد 83.1% من المراهقين الذين يعرفون صور تحذير السجائر بأنهم يعتقدون أنه يجب حظر تدخين السجائر. وقد أعلنت السلطات الصحية أنها ستقوم بتغيير ملصق تحذير السجائر في ديسمبر وستشمل صورة ترمز إلى "السرطنة" على علب السجائر الإلكترونية.
يجري حاليًا مناقشة في الجمعية الوطنية لتمرير قانون يرفع الأسعار سنويًا وفقًا للتضخم. كما ستمر الحكومة في عام 2015 قانونًا يحظر تمامًا أي شكل من أشكال الإعلان عن السجائر في محلات البيع بالتجزئة ويجعل من غير القانوني أن ترعى شركات التبغ الفعاليات الثقافية أو الرياضية.

#### على مستوى البلاد
التدخين غير قانوني وممنوع بشكل صارم في الأماكن التالية:
- المباني المكتبية أو متعددة الاستخدامات أو المصانع التي تزيد مساحتها عن 1,000 متر مربع (حيث يجب أن تكون المكاتب وغرف الاجتماعات والقاعات والاستقبال خالية من التدخين).
- المؤسسات التي تزيد مساحتها عن 1,000 متر مربع (حيث يجب أن تكون الفصول الدراسية وغرف الانتظار والصالات خالية من التدخين).
- مراكز التسوق والمتاجر الكبرى والمراكز التجارية تحت الأرض (حيث يجب أن تكون أي محلات بيع السلع خالية من التدخين).
- الفنادق والمنتجعات (حيث يجب أن يكون الردهة خالية من التدخين).
- الجامعات (حيث يجب أن تكون قاعات المحاضرات والصالات والقاعات والطعام وقاعات المؤتمرات خالية من التدخين).
- المنشآت الرياضية الداخلية مثل ملاعب كرة السلة وكرة الطائرة التي تتسع لأكثر من 1,000 شخص (حيث يجب أن تكون المقاعد والممرات خالية من التدخين).
- المنشآت الاجتماعية (حيث يجب أن تكون غرف المعيشة والعمل والصالات والكافيتريات وقاعات المؤتمرات خالية من التدخين).
- المطارات ومحطات الحافلات ومحطات القطارات (حيث يجب أن تكون غرف الانتظار والرحلات المحلية والكبائن وداخل القطارات والعربات تحت الأرض ومنصات القطارات والممرات تحت الأرض خالية من التدخين).
- أي مركبة يمكن أن تحمل أكثر من 16 شخصًا.
- الحمامات العامة (حيث يجب أن تكون غرف التبديل وحمامات الاستحمام خالية من التدخين).
- صالات الألعاب، ومحلات تأجير الكتب المصورة، والمقاهي الإلكترونية.
- الحانات والمطاعم والمقاهي والمطاعم السريعة والمخابز، بغض النظر عن الحجم.
- ملاعب البيسبول أو كرة القدم التي تتسع لأكثر من 1,000 شخص (حيث يجب أن تكون المقاعد والممرات خالية من التدخين).
- رياض الأطفال والمدارس الابتدائية والثانوية.
- المستشفيات والمراكز الصحية.
- دور الحضانة.
- سيارات الأجرة.[38]

#### سيول
بالإضافة إلى قوانين الحظر على مستوى البلاد، تخصص سيول المناطق التالية التي يجب أن تكون خالية من التدخين، وأي مدخن يتم رصده يجب أن يدفع غرامة قدرها 100,000 وون:
- جميع مداخل محطات المترو (10 أمتار حول المداخل) بدءًا من أبريل 2016.[39]
- جميع الحدائق المملوكة من قبل مدينة سيول (بما في ذلك الأرصفة حول الأنهار أو المجاري المائية).
- جميع محطات الحافلات.
- الشقق التي تم تعيينها خالية من التدخين.
- جميع محطات الوقود.
- الطريق بين Gwanghwamun و محطة سيول.
- ساحة تشونغجي في بداية Cheongyecheon وساحة Gwanghwamun.
- شارع Insa-dong.[40]
- جانبي الطريق بين محطة جانغنام و محطة شينونهين، وتم تمديده إلى الطريق بين محطة جانغنام و شقق وو سونغ في 2015.[41]
- المنطقة المحيطة محطة جامسيل بما في ذلك عالم لوتي، برج لوتي، مكتب سانغبا، شقق قصر غاليريا ومدخل بحيرة سيكشون.[42]
- شارع نامدامون حول ميونغ-دونغ.[40]
- جانبي الطريق بين محطة يوييدو و محطة يويينارو.[43]
- ساحة محطة يونغدونغبو وجانبي الطريق المؤدي إلى المجلس الوطني (2.1 كم).[43]
- جانبي الطريق حول منطقة دايشي-دونغ في حي الأكاديميات.[44]
- شارع المهرجانات في موك-دونغ حول متجر هابي.[45]
- الشوارع حول مدخل جامعة هنكووك للدراسات الأجنبية وجامعة كيونغ هي.[46]
- مجاري سيونغبوك وجونغنونغ، شارع هانارو، شارع الأمازون بالقرب من مدرسة ميا الابتدائية.[47]

#### المناطق الأخرى
بالإضافة إلى قوانين الحظر على مستوى البلاد، تخصص عدة مدن المناطق التالية التي يجب أن تكون خالية من التدخين:
- ممرات الشقق، السلالم، المصاعد ومواقف السيارات في مقاطعة جيونجي إذا وافق 60% على الأقل من السكان على جعلها خالية من التدخين.[48]
- شارع ثقافة وولمي-دو في إنشيون.[49]
- جميع محطات الحافلات، المناطق المحيطة بالمدارس، بحيرة بارك وحديقة هوارانغ في أنسان.[50]
- جميع محطات الحافلات، المناطق المحيطة بالمدارس وحدائق المدينة في سيونغنام.[51]
- حديقة مواطني بوسان بالكامل.[52]
- شارع دونغسونغ في دايغو.[53]
- محطة نوون وحديقة يوسونغ الثقافية في منطقة يوسونغ في ديجون.[54]
- شارع سانبون روديو في غانبو.[55]

### الحملات العامة
على الرغم من استخدام الحملات العامة في كوريا الجنوبية، فإن التقييم الإضافي ضروري لتحديد فعاليتها. شملت الحملات العامة حملات إعلامية عبر وسائل الإعلام مثل التلفزيون والراديو، إعلانات على وسائل النقل العام، التعليم عبر الإنترنت، ونشرات مساعدة ذاتية في مراكز الصحة. أكثر أنواع الحملات فعالية هي تلك التي تصل إلى أكبر عدد من السكان وتنقل رسائل سلبية حول أضرار استخدام التبغ.

### التسويق
في كوريا الجنوبية، تختلف القوانين المتعلقة بإعلانات التبغ حسب نوع وسائل الاتصال. على سبيل المثال، بينما يتم حظر إعلانات التبغ على التلفزيون والراديو، يُسمح بها في المجلات والمتاجر. يتم تقييد رعاية التبغ فقط للفعاليات المخصصة للنساء والأطفال.

### التدخلات الأخرى
لقد تم الإبلاغ عن فعالية خطوط المساعدة للإقلاع عن التدخين كأداة للإقلاع بفضل الاستخدام الواسع للتكنولوجيا المحمولة في كوريا الجنوبية. يوفر "حافلة الإقلاع" خدمات الإقلاع عن التدخين للمدخنين من الفئات المهمشة اجتماعيًا مثل النساء.

### الحوافز للإقلاع عن التدخين
يحصل الأشخاص الذين نجحوا في الإقلاع عن التدخين على حوافز مالية تتراوح بين 50,000 إلى 150,000 وون كوري من الحكومة. يتم تقديم برنامج طبي لمساعدتهم على الإقلاع عن التدخين لمدة 12 أسبوعًا بتكلفة مدعمة بقيمة 5,000 وون عند العلاج الأول، وتخفض إلى 3,000 وون بعد ذلك. كما يتم توزيع مساعدات الإقلاع عن التدخين مثل بروبيون، فارينيكلين و لصقات النيكوتين مجانًا في أي مركز طبي مشارك على مستوى البلاد. يمكن لأي شخص بحاجة إلى استشارة بشأن الإقلاع عن التدخين الاتصال بالخط الساخن والتشاور مع طبيب أو مختص.
سيحصل سكان منطقة سيوتشو في سيول على جائزة نقدية بقيمة 5 مليون وون كوري إذا نجحوا في الإقلاع عن التدخين.

## تأثيرات التدخين

### التأثيرات الصحية
يُعتبر تدخين التبغ السبب الرئيسي للوفاة والعجز القابلين للتجنب في جميع أنحاء العالم. على الرغم من زيادة الوعي بتأثيرات التبغ الصحية، لا يزال البيئة السائدة للتدخين في كوريا الجنوبية تضع عبئًا كبيرًا من الوفيات القابلة للتجنب. كانت الوفيات المنسوبة للتدخين 58,155 وفاة في عام 2012، منها 49,704 (34.7%) من الذكور البالغين و 8,451 (7.2%) من الإناث البالغات. كما أن 41.1% و 5.1% من جميع حالات السرطان لدى الذكور والإناث على التوالي، و 33.4% و 5.4% من جميع أمراض القلب والأوعية الدموية لدى الذكور والإناث كانت مرتبطة بالتدخين. علاوة على ذلك، كان انتشار الأمراض الرئيسية المرتبطة بالتدخين مثل مرض الانسداد الرئوي المزمن (COPD)، ارتفاع ضغط الدم، أمراض القلب والأوعية الدموية أعلى لدى المدخنين السابقين والحاليين مقارنة بالذين لم يدخنوا. وكان لـ COPD ارتباط كبير مع التدخين الحالي والسابق لدى المدخنين من كلا الجنسين بعد التحكم في المتغيرات الأخرى.
وجدت دراسة أن التعرض لتدخين الوالدين، بما في ذلك التدخين السلبي، يزيد بشكل كبير من انتشار أعراض الجهاز التنفسي والحساسية لدى الأطفال. يشمل التدخين السلبي كلاً من التدخين الثاني والثالث، وهو نوع من دخان التبغ الذي يبقى في البيئة أو يمتصه الأشياء مثل الأقمشة أو السجاد ويمكن استنشاقه. مع تراجع تدخين الوالدين تدريجياً خلال الدراسة، تراجعت الأعراض لدى الأطفال أيضًا. على الرغم من أنه لم يتم تأسيس علاقة مباشرة، تشير الدراسة إلى أن انخفاض تعرض الأطفال للتدخين السلبي قد ساهم في انخفاض الأعراض.

### التأثيرات الاقتصادية
للتدخين تأثير اقتصادي كبير في كوريا الجنوبية. حاولت دراسة تحديد التأثير الاقتصادي السنوي المقدّر للتدخين باستخدام نهجين: النهج الخاص بالأمراض والنهج الشامل. فحص النهج الخاص بالأمراض التكاليف المباشرة وغير المباشرة لعلاج أربع مجموعات مرضية رئيسية (أمراض القلب والأوعية الدموية، أمراض الجهاز التنفسي، أمراض الجهاز الهضمي، والسرطان) الناتجة عن التدخين. تم ذلك من خلال تقدير المخاطر النسبية للتدخين، مع الأخذ في الاعتبار زيارات الأطباء، دخول المستشفى، والوفيات مع تعديل متغيرات أخرى (مثل العمر، مؤشر كتلة الجسم، استهلاك الكحول). أظهرت هذه الطريقة أن التكاليف الاقتصادية الإجمالية المنسوبة للتدخين في عام 1998 كانت تتراوح بين 2,269.42 مليون دولار أمريكي إلى 2,956.75 مليون دولار أمريكي، أي ما يعادل 0.59-0.78% من الناتج المحلي الإجمالي (GDP) خلال الفترة من 1997 إلى 1999. فحص النهج الشامل الفروقات في التكاليف المباشرة وغير المباشرة بين المدخنين وغير المدخنين لجميع الحالات، بغض النظر عن نوع المرض. قدّر هذا النهج أن التكاليف الاقتصادية الإجمالية المنسوبة للتدخين في عام 1998 كانت تتراوح بين 3,154.75 مليون دولار أمريكي إلى 4,580.25 مليون دولار أمريكي، أي ما يعادل 0.82-1.19% من الناتج المحلي الإجمالي.

## روابط خارجية
- Robert Neff كوريا و"اليوم العالمي بدون تبغ"، 1 يونيو 2010